# 因果系统
因果系统，称一个系统是“因果”的，是指此系统满足因果性。即对輸入的响应不可能在此輸入到达的时刻之前出现；也就是说系统的输出仅与当前与过去的输入有关，而与将来的输入无关。因此，因果系统是“物理可实现的”。

## 判定方法
若连续时间线性时不变系统的冲激响应函数h(t)在0时刻前为0，则此系统为因果系统；若离散时间线性时不变系统的單位響應函数h(n)在0时刻前为0，则此系统为因果系统。